# Okręty podwodne typu Narval
Okręty podwodne typu Narval – francuskie okręty podwodne o napędzie diesel-elektrycznym, które zaczęły wchodzić do służby w Marine nationale w 1957 roku. Zbudowano 6 okrętów.

## Historia
Bazując na doświadczeniach wyniesionych z eksploatacji przejętego po II wojnie światowej ex-niemieckiego okrętu podwodnego typu XXI „Roland Morilot” francuscy projektanci opracowali jego nową ulepszoną wersję. Dzięki zmianom konstrukcyjnym zwiększono zasięg pływania na silnikach elektrycznych o trzydzieści procent, a także podwojono głębokość, na którą mógł się on zanurzać. 

## Zbudowane okręty
- S631 „Narval” – wejście do służby 1 grudnia 1957 r., wycofany ze służby w 1986 r.
- S632 „Marsouin” – wejście do służby 1 sierpnia 1957 r., wycofany ze służby w 1987 r.
- S633 „Dauphin” – wejście do służby 1 sierpnia 1958 r., wycofany ze służby w 1992 r.
- S634 „Requin” – wejście do służby 1 sierpnia 1958 r., wycofany ze służby w 1985 r.
- S637 „Espadon” – wejście do służby 2 kwietnia 1960 r., wycofanie ze służby w 1985 r.[1]
- S638 „Morse” – wejście do służby 2 maja 1960 r., wycofanie ze służby w 1986 r.